# Zamek w Jaworowie
Zamek w Jaworowie – zbudowany został w XIV w. prawdopodobnie za panowania Kazimierza Jagiellończyka. W następnych latach, oddany w lenno, należał on do rodziny Górków a następnie powrócił pod rządy królewskie.

## Historia
Letnia siedziba króla Polski W zamku przebywał król Jan III Sobieski w 1684 r., przygotowując się do odbicia Kamieńca Podolskiego. W tym samym roku w warowni gościli: hr. Montecuculli poseł hiszpańskiego króla; hr. Wallenstein, poseł cesarski oraz  Angello Morosini, poseł Republiki Weneckiej. Ze sławnego dworu myśliwskiego Sobieskich, stojącego w rozległym parku, nie pozostał żaden ślad.

## Architektura
Przeprowadzona w 1661 r. lustracja tak opisuje obiekt: Zamek nad stawem, wałem otoczony, czosnkami otarniony i drzewem  ocebrowany dla ustąpienia wałów. Nad samym stawem budynek wyborny, drewniany, gontami pobity, w którym izb cztery z oknami gdańskimi, drzwi stolarskiej roboty, złocistymi sztukami sadzone. Posadzka w jednej izbie marmurowa, w drugim gdańska polewana, izba stołowa i.t.d. To dolne mieszkanie. Na górce sala, w której okien 8, na rogu skarbiec murowany, łaźnia na sadzawce, kuchnia na stawie, dla kuchmistrza mieszkanie, 2 sadzów dla ryb, ogród włoski dopiero de novo fundują. Armata, która jest własna imci pana chorążego, a nie do starostwa należąca i dział spiżowych 4, żelaznych 2, śmigownic spiżowych 4, żelaznych 4, hakownic z zamkami 4 i organki. Do zamku jest brama na przegrodku, na której izba mała z komnatą, dalej na rogu baszta.
Natomiast lustracja z 1771 r. tak opisuje warownię: Zamek i most z poręczami na fosie z drzewa, wałami i fosą otoczone z lipami powalone. Na wale brama z gruntu opadła; za tą stajnia, spichlerz, oficyna z drzewa. Z dziedzińca do zamku idąc, brama z dwoma kordegardami; za tą plac na którym bywał pałac drewniany, teraz rozebrany; skarbiec murowany, budynek ekonomiczny, rezydencja pisarska. Ogród włoski; lipy, smereki, grabina,  bukszpan i inne rodzajne dla pożytku, nierodzajne dla ozdoby adornują; altanki i inne budynki, jedne porozbierane, drugie dla starości ruiny czekają; kanały pozałaziły, sadzawka, na której bywały łazienki, trzciną zarosła; figarnia, oranżeria. Staw duży na rzece Szlam, młyn o 6 kamieniach, inne młyny: Awedykowski, Szumiłów, Cherhalizów i Czajków). Gancarze, ślusarze i szklarze w zamku bez żadnej płacy naprawiać powinni. Groblanie raz do roku zażeń odbywają, do zamiatania pokojów, mycia okien, lepienia w zamku, kiedy tego potrzeba chodzą; chmiel w ogrodzie podzameckim zbierają, kapustę ogrzebują i podlewają, jarzynę wykopują i urządzają, z listami poblisko chodzą, na straż do stawu kolejno wychodzą, lub stróża rokowego najmują.

## Pawilon, skarbiec
Pawilon pałacowy określany mianem dworku myśliwskiego Sobieskiego stał się siedzibą Dębickich. Z dawnego skarbca do 1939 r. pozostały dwie sale o wysokim sklepieniu